# 7495 Feynman
7495 Feynman (1995 WS4) là một tiểu hành tinh vành đai chính được phát hiện ngày 22 tháng 11 năm 1995 bởi Klet ở Klet.